# Terminología en coctelería

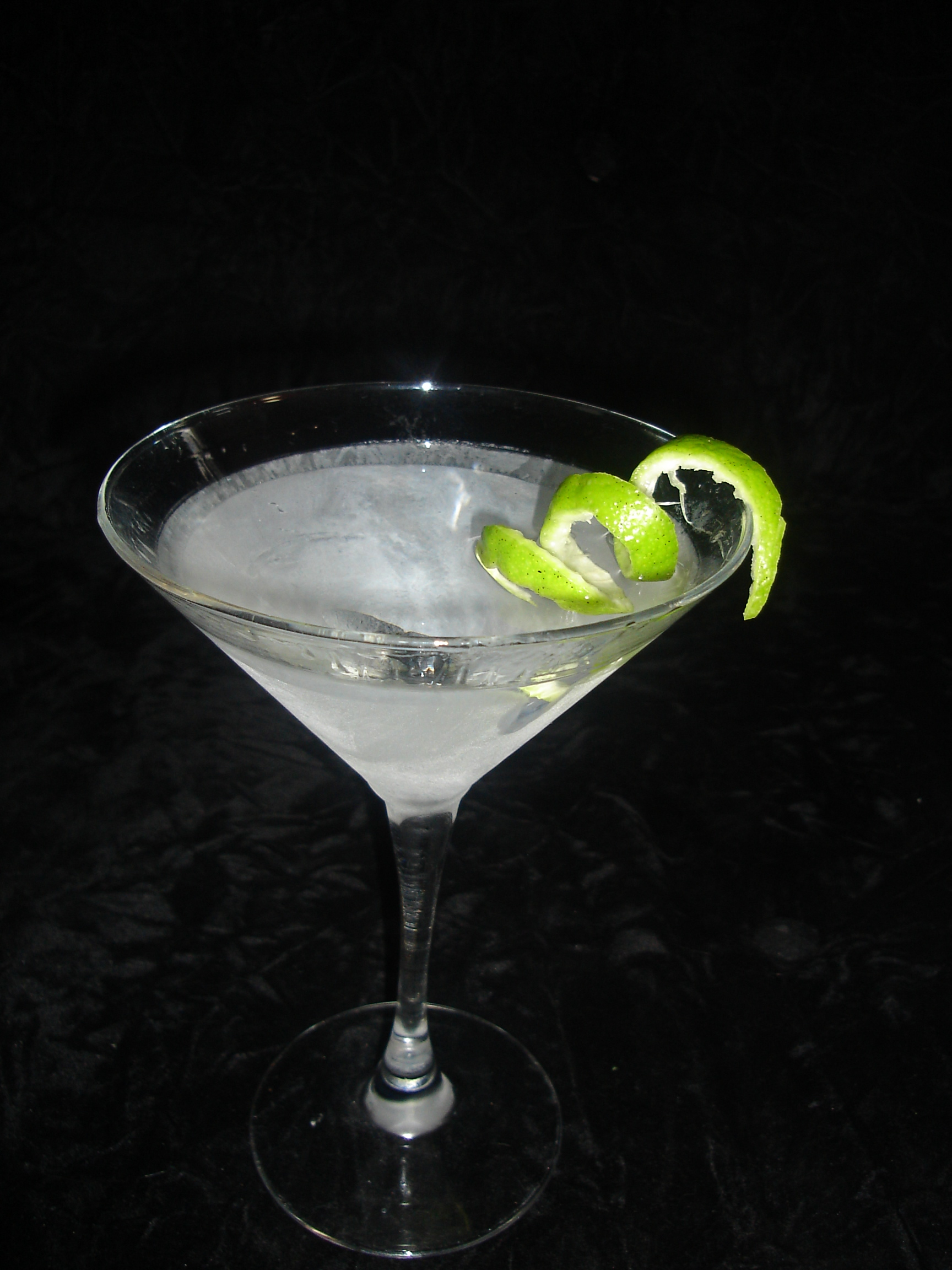
Un martini servido straight up, con un twist como garnish.

El mundo de la coctelería tiene una terminología propia que en muchas ocasiones toma prestada del inglés, pues la profesión de barman (más correctamente, bartender) como se conoce modernamente se desarrolló en los países anglosajones (Estados Unidos y Reino Unido).

## Tragos
La compleja clasificación de los cócteles ha sido motivo de debate entre los barmans, barténders y mixólogos desde el nacimiento del moderno arte de la coctelería en el siglo XIX hasta la actualidad. Existen diferentes criterios para categorizar los cócteles, siendo los más comunes: según la bebida alcohólica usada (ron, tequila, vodka, gin...), según la manera de servirse (en las rocas, en tumbler, en jarra...), según el sabor (cócteles dulces, cócteles tropicales o afrutados, cócteles picantes...), etc. Hay sin embargo una forma universal de subdividir los tragos en dos grupos: tragos cortos y tragos largos.

### Trago largo
Los tragos largos (en inglés, long drinks o tumbler) son todas las mezclas de bebidas con o sin alcohol diseñadas para beberse lentamente. Este subtipo de cócteles, por lo general, siguen una misma estructura: dos tercios de bebida no-alcohólica y un tercio de bebida alcohólica; en otras palabras, un combinado con alcohol (un combi), aunque no es la única estructura existente entre los tragos largos.

### Trago corto
Los tragos cortos (en inglés, short drinks) son mezclas de bebidas con o sin alcohol que generalmente se beben más rápido, incluso en un solo trago (como los chupitos). Contienen menos líquido, aunque de volumen etílico es el mismo que en los tragos largos, es decir, que lo que varía es la dosis de bebida no-alcohólica (mixer), que puede ser menos o nula. 

## Familias de cócteles
Otras clasificaciones típicas, aunque puedan variar según las fuentes, son:
- Cócteles Bomb («bomba»), que se forman dejando caer un vaso de chupito con una bebida alcohólica en un vaso más grande con una bebida no-alcohólica. Un clásico entre los chupitos bomba es el Jägerbomb.
- Cócteles flambeados (Flaming cocktail), los cuales se prenden principalmente por el efecto visual de las llamas, aunque también con ciertos alcoholes puede modificar o potenciar el sabor y agregar un matiz tostado al cóctel. Se trata de una presentación muy común en el flairtending. La técnica del flambeado debe realizarse únicamente por un experto; se han dado multitud de accidentes como quemaduras en la piel de camareros y clientes, y muchos bares prohíben este tipo de cócteles debido a las políticas antiincendios.[2] Uno de los cócteles flambeados más famosos es el Flaming Lamborghini, disponiendo las copas en torre y haciéndolas arder.
- Cócteles Fizz («efervescente»), se caracterizan por ser efervescentes (ya que incluyen agua carbonatada u otro líquido gaseoso), y por proveer un sabor cítrico (ácido afrutado) al consumidor, debido a que se le agrega jugo de lima, jugo de limón, jugo de pomelo o jugo de naranja.
- Cócteles Frozen («congelado»), es decir, Frozen Daiquiri, Frozen Caipiriña... no es una familia como tal, sino es un método diferente de preparar los cócteles (cualquier o casi cualquier cóctel) se preparan con hielo picado en vez de hielo en cubos.
- Cócteles Sour («acido»), los que incluyen un licor base, un jugo de limón o de lima y un endulzante, comúnmente azúcar, triple seco, jarabe, granadina o jugo de piña.
- Cócteles Tiki, cócteles de origen estadounidense, concretamente de la costera California (aunque muy inspirada por las Filipinas y las islas polinesias y su cultura).[3] El ingrediente estrella de esta familia es el ron, acompañado de sabores dulces y afrutados, aunque lo que más destaca es lo colorido de la bebida y la decoración extravagante de los vasos.
- Cócteles virgen (mocktails), son cócteles que no llevan alcohol, es decir, de graduación cero. Algunos cócteles vírgenes son el San Francisco, el Arnold Palmer o el Nada Colada.

## A la hora de preparar

### Built cocktail
Hablamos de un cóctel «construido», o de «construir» un cóctel (en inglés, build a cocktail /bɪld ə ˈkɑkˌteɪl/) cuando se sirve en el mismo vaso en el que se ha preparado. Es decir, no requiere ser agitado previamente en una coctelera, sino que se vierten todos los ingredientes y en el mero vaso se mezclan (con la cuchara de bar). 
Para construir un cóctel, primero se agrega el hielo, luego las bebidas alcohólicas y finalmente los ingredientes sin alcohol. La construcción del cóctel finaliza removiendo el brebaje levemente con la cuchara de bar, y agregando la decoración correspondiente.
La mayoría de tragos largos que se sirven en vaso de tubo son cócteles construidos. También los cócteles por capas, son una variante de los cócteles construidos. Ejemplos concretos son el Cubalibre, el John Collins, la Caipiriña, el Black Russian, la Moscow Mule, el Destorni, el Mint Julep...

### Shake and strain
Este otro método sí incluye el uso de una coctelera, ya que hay ingredientes que si no se agitan, no se mezclan bien, como en el caso del jugo de tomate y el vodka en un Bloody Mary. Se agitan (en inglés, shake /ʃeɪk/) los cócteles con jugos, siropes, productos lácteos, los ingredientes de diferentes densidades o con texturas más cremosas.

### Layered
Los cócteles por capas (layered drink /ˈleɪərd drɪŋk/) se pueden conseguir con ingredientes de diferentes densidades. Lo importante es evitar mezclar las dos bebidas. Para ello, generalmente se vierten una sobre otra con la ayuda de una cucharilla. Existen cócteles con desde dos capas hasta siete. También reciben el nombre de Pousse-café, (del francés, /pus kafe/ «empuja-cafés»), ya que en la Francia postrevolucionaria (años 1800) eran comunes para acompañar una taza de café.

## A la hora de servir

### Straight,upystraight up
En la coctelería, los términos straight up y up (slang, «puro», «sólo») normalmente se refieren a una bebida alcohólica que en la coctelera se mezcla y agita con hielo y luego se cuela y se sirve en un vaso sin el hielo. Straight (/streɪt/ «solo», «sin mezclar») normalmente se refiere a un solo licor sin mezclar ni diluir, servido sin agua ni hielo. En este sentido, straight puede significar «sin hielo» o «sin mezclar» como neat (léase más abajo).
Aparte, en la cultura del whisky americano, el término straight también se usa para denominar a un tipo particular de whisky. Por ley federal estadounidense, se define straight whisky como aquel whisky que cumple con unos requisitos particulares en cuanto a ingredientes, proceso de producción y envejecimiento (que no exceda el 80% de abv y que haya sido envejecido en madera de roble durante al menos dos años, entre otros requisitos). Por ejemplo, la etiqueta de una botella de whisky de Bourbon de primera calidad identifica el producto como Kentucky straight Bourbon whiskey (ya que aproximadamente el 95% de todo el Bourbon se produce en Kentucky).

### Neat
Término que en inglés significa «limpio» o «puro», una bebida servida neat (/nit/) es un licor sin mezclar, sin enfriarse y sin agua o hielo. Las bebidas neat se sirven en vaso Old Fashioned, de trago corto, copa balón, Glencairn o copita.

### On the rocks

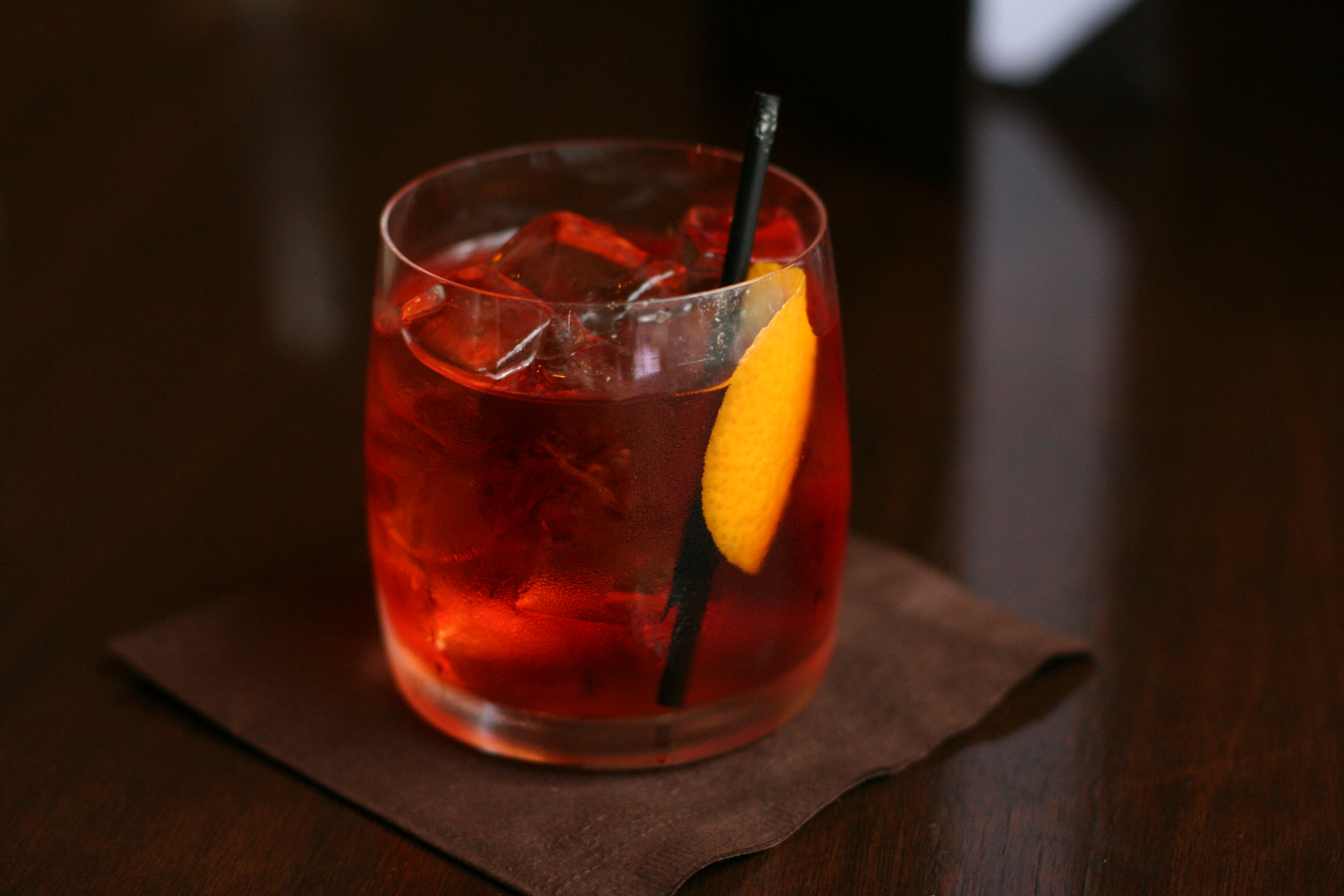
Un negroni cóctel con un twist de naranja servido «en rocas».

Un cóctel on the rocks (aunque también es cada vez más común oírlo en castellano «en las rocas») se sirve con cubos de hielo. Por ende, las rock drinks son las bebidas que se sirven así, que típicamente se sirven en un vaso Old Fashioned, pero a veces también en un vaso Collins. Un ejemplo es el Whisky on the rocks.

### Garnish

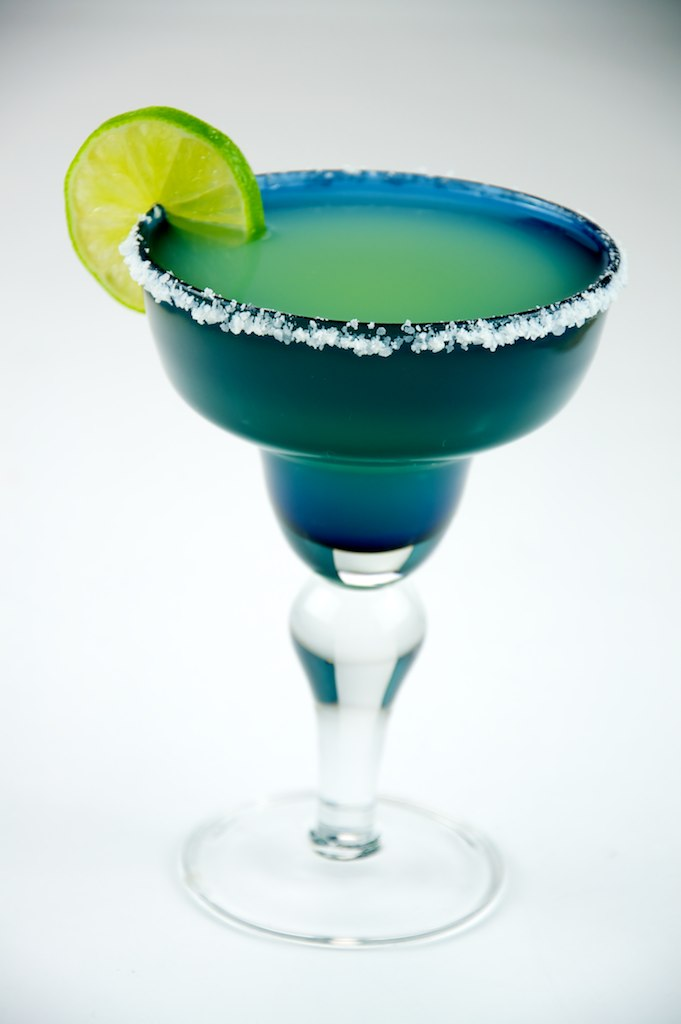
Aunque no es obligado, es común que el Margarita se sirva con un gajo de lima y borde de sal como garnish.

El decorado o adorno que se le agrega al vaso de un cóctel se le llama garnish (/ˈgɑrnɪʃ/). Su función es básicamente estética, aunque a veces pueden aportar aromas que potencien el sabor del cóctel o le den un nuevo matiz. Aunque los garnish varían dependiendo de la creatividad de cada bartender, existen algunas convenciones:
- Gajo de naranja y una cereza para el Sex On The Beach.
- Gajo de lima y borde del vaso salado para el Margarita.
- Brocheta de aceituna(s) para el Martini.

El twist es un garnish famoso que consiste en torcer la cáscara de una naranja, lima o limón y darle forma de espiral. Al hacer esto no sólo se le da una forma estética, también se liberarán micro-aromas cítricos.

### Chaser
A menudo un chupito va acompañado de un chéiser (del inglés, chaser /ˈʧeɪsər/ «el que le prosigue»), una bebida suave que se toma justo después para compensar la fuerza del alcohol. Si se trata de un vaso de agua se le llama water back, y si es cerveza, beer back. Este término se encuentra sobre todo en EE. UU.. Generalmente un chaser debe ir incluido en el precio del chupito, aunque a veces se tenga que pedir explícitamente.

### Well drinksytop-shelf
Los establecimientos de coctelería a menudo dividen su oferta de bebidas en dos categorías, unas de menor precio conocidas como well drinks o rail drinks y otras de precio superior denominadas top-shelf o call drinks, que son las que se suelen recomendar al cliente. Los términos provienen de la posición relativa de las botellas de alcohol que se usan para cada bebida; la versión más barata de un alcohol generalmente se almacena en el estante inferior o en el riel, por lo que está fácilmente disponible para un barman ocupado, mientras que los licores más caros y de mejor calidad están a la vista en los estantes superiores.

## Cristalería
En coctelería, es común que cada bebida tenga un vaso o copa asociado a ella. Aunque en principio la motivación es que cada recipiente se adapte a la naturaleza del contenido, lo cierto es que también tiene que ver con la cultura en torno a la bebida y las costumbres sociales de consumo de alcohol. 
| Tipología                | Nombre                                     | Descripción | Contenido           | Ejemplos de uso |
| ------------------------ | ------------------------------------------ | --- | ------------------- | --- |
| vasos (trago largo)      | vaso de tubo, Collins o zombi              | Alargado formando un cilindro perfecto. Uno de los más comunes. Su boca estrecha lo hace ideal para bebidas gaseosas.                                                                            | 12 oz               | Tom Collins, Destorni, Tequila Sunrise, Mimosa, cóctel morisco, Cubalibre... etc. |
| vasos (trago largo)      | vaso Highball o de trago largo             | Más corto y ancho que el anterior. | 24-35 cl (8-12 oz)  | Tom Collins, Destorni, Tequila Sunrise, Mimosa, cóctel morisco, Cubalibre... etc. |
| vasos (trago largo)      | vaso delmónico o Chéiser alto              | Más corto que el anterior, aunque no es muy común. | 8 oz                | |
| vasos (trago corto)      | vaso de rocas u Old Fashioned              | vaso corto y ancho. Pueden estar profusamente decorados. Base gruesa de cristal para mantener la frescura.                                                                                       | 18 cl (6 oz)        | Whisky en las rocas, Negroni, Bramble, vermú |
| vasos (trago corto)      | vaso chéiser                               | cilíndrico o a veces un tanto cónico. En él se sirven los chasers, es decir, bebidas sin alcohol que sigue al chupito.                                                                           | 5-6 oz.             | Para chaser (véase la sección anterior) |
| vasos (trago corto)      | vaso de chupito, ‘caballito’ o Shot        | vaso de chupito, cilíndrico de base gruesa y más alargado que el pony, el caballito o el chéiser.                                                                                                | 1.5 oz              | vasos para chupitos o shots, típicamente de un solo licor: tequila, ron, vodka, orujo, piñato... o también una combinación de dos: Don Ximo (vodka y licor), Jäggerbomb (Jägermeister y energizante), Cerebrito (vodka y Baileys), Cua Cua (Cointreau y Licor 43)... etc. o los chupitos machacados, elaborados con gaseosa y «machacados» contra la mesa. |
| vasos (trago corto)      | vaso pony                                  | el más pequeño tipo shot. Se puede usar como jigger puesto que mide exactamente una onza. | 1 oz                | vasos para chupitos o shots, típicamente de un solo licor: tequila, ron, vodka, orujo, piñato... o también una combinación de dos: Don Ximo (vodka y licor), Jäggerbomb (Jägermeister y energizante), Cerebrito (vodka y Baileys), Cua Cua (Cointreau y Licor 43)... etc. o los chupitos machacados, elaborados con gaseosa y «machacados» contra la mesa. |
| Copas                    | copa de vino                               | cáliz ovoidal La copa de vino blanco es menos redonda que la de vino tinto. Pinot Noir, Cabernet, Bourdeaux, etc. tienen sus copas de vino específicas.                                          | ml                  | Vino, sangría |
| Copas                    | copa de flauta                             | | 15-20 cl (7-5 oz)   | Champagne, cava y otros vinos espumosos, Buck's Fizz |
| Copas                    | copa tulipán                               | cuerpo bulboso similar a la coñaquera. |                     | copa muy versátil, sirve para cócteles, como sustituto de la huracán, o para servir cervezas, pues equivale al tamaño de una caña. |
| Copas                    | copa champanera                            | a diferencia de otras copas para beber espumoso, como la flauta o la tulipán, esta copa posee una boca abierta que "obliga" al consumidor a beberlo rápido para que el vino no se quede sin gas. | 5-6 oz.             | French Martini, , Gimlet, Saltamontes, Pisco Sour... |
| Copas                    | copa martinera o "de cóctel"               | | 9 cl (3-4 oz)       | French Martini, , Gimlet, Saltamontes, Pisco Sour... |
| Copas                    | copa huracán, o (EE. UU.) "poco grande"    | | ml                  | Piña colada, San Francisco, Singapore Sling, Blue Hawaiian |
| Copas                    | copa margarita                             | similar a la copa Martini aunque apertura escalonada en vez de cónica, como si se superpusiese una copa grande sobre otra más pequeña.                                                           |                     | Margarita, Cóctel de frutas, Cóctel de marisco |
| Copas                    | copa balón, coñaquera, de brandy o Snifter | su tallo corto y forma de balón permiten que la mano mantenga la temperatura ambiente. Como todas las copas, nunca se llena por completo; se suele llenar hasta la mitad o menos.                | 300 ml (10 oz.)     | Coñac, brandy |
| Copas                    | copa Glencairn                             | |                     | |
| Copas                    | copa jerezana o Sherry                     | | 90 ml (3 oz.)       | Vino de Jerez, digestivos, cordiales |
| Copas                    | copa cremera                               | | 70-90 ml (2.5-3 oz) | |
| Copas                    | copa cordial o Pousse-café                 | |                     | Digestivos, aperitivos, cordiales Café, carajillos |
| Copas                    | copa Toddy o (UK) Irish Coffee             | copa pequeña para bebidas calientes, con paredes gruesas para aislar el calor y un asa para no quemarse.                                                                                         | 250 ml (8.5 oz)     | Café irlandés, Hot Toddy, Negus, licor de café |
| Copas                    | copa Duvel                                 | |                     | |
| Copas                    | cáliz                                      | | ml                  | |
| Copas                    | copa de absenta                            | |                     | Absenta |
| cristalería para cerveza | humpen                                     | |                     | cerveza |
| cristalería para cerveza | Yarda de cerveza                           | |                     | cerveza |
| cristalería para cerveza | Jarra de cerveza                           | paredes de vidrio gruesas y con asa, para evitar la pérdida de frío. Típicamente se decora con relieves.                                                                                         | 11-32 oz            | cerveza |
| cristalería para cerveza | vaso de pinta                              | |                     | cerveza |
| cristalería para cerveza | vaso Pilsner                               | forma de cono invertido. | 10 oz.              | cerveza |
| cristalería para cerveza | vaso Pony                                  | |                     | cerveza |
| cristalería para cerveza | vaso de cerveza                            | |                     | cerveza |

## Temperatura y hielos

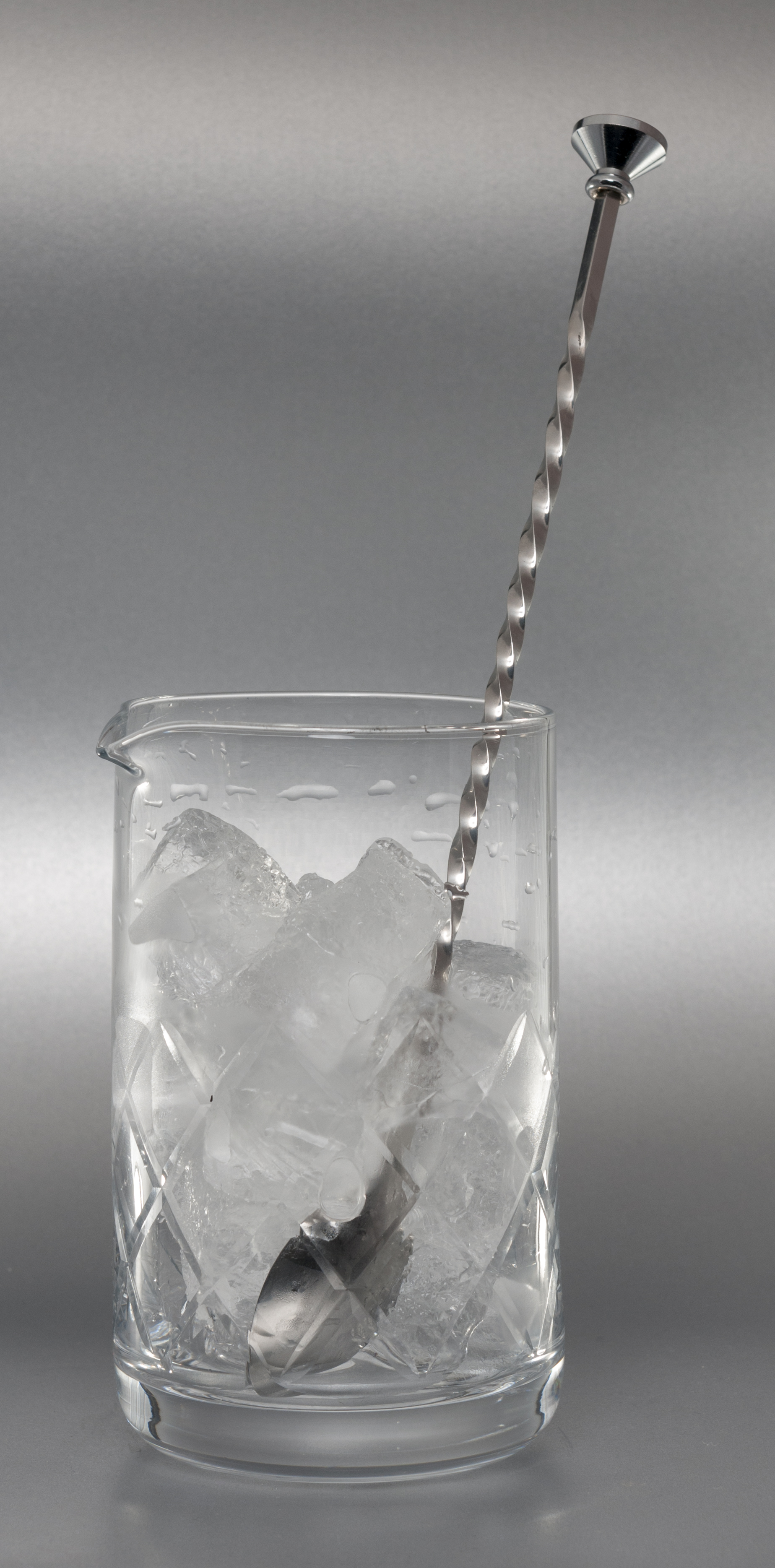
Vaso mezclador (estilo japonés) con cubos de hielo.

Los cócteles generalmente siempre se sirven fríos. Algunos (por ejemplo, el Margarita) se pueden servir con o sin hielo, y esto debe especificarse. 
Los licores sin mezclar se pueden servir neat, up u on the rocks. El whisky de alta calidad y otros licores añejos se sirven con mayor frecuencia solos, mientras que el whisky de baja calidad generalmente se sirve con una mezcla o en las rocas. 
El vodka se puede almacenar como un líquido muy por debajo del punto de congelación del agua debido a su alta prueba y bajo contenido de partículas, y a veces se solicitan cócteles hechos con vodka subcongelante para minimizar la cantidad de agua agregada del hielo derretido durante la agitación.

### Cóctel tipofrozen
Los cócteles frozen, (Frozen Daiquiri, Frozen Caipiriña...) se preparan con hielo picado en vez de hielo en cubos.

### Opacidad del hielo
Generalmente, cuando se congela agua para hacer cubos de hielo, resulta en un hielo turbio, blanquecino, opaco. Esto es porque el proceso de congelación ocurre de la capa más exterior a la más interior, de manera que se retienen las burbujas de aire en el centro del cubo.
Para obtener un cubo de hielo transparente y cristalino se usa agua destilada, o en caso de no tener, agua hervida. También se puede realizar con agua congelada naturalmente, es decir, de forma muy lenta (como ocurriría en la naturaleza en un clima frío). Hay máquinas profesionales de hielo que imitan este proceso y dan como resultado cubos de hielo transparentes como el cristal, que además se derriten mucho más lento que los hielos opacos.

### Dilución
Se denomina dilución (dilution) a la cantidad de agua que posee un cóctel debido a la fusión del hielo. Pese a que frecuentemente el hecho de que el hielo se derrita parece un aspecto negativo, esto es, de hecho, bastante importante que ocurra, puesto que el agua fría encubre el sabor fuerte del alcohol y en cambio realza los sabores secundarios. Por ejemplo, el mojito se realiza con un hielo tipo frappé, que se derrite velozmente. Sin la dilución, el sabor del ron sería mucho más fuerte y sería casi imposible apreciar la menta fresca, el azúcar y el limón.
Cuanto mayor sea la superficie de hielo derritiéndose, más rápido ocurrirá la fusión. En otras palabras, cuanto más pequeños los trozos de hielo, menos tiempo tardarán en derretirse. Otro factor que afecta en el tiempo de fusión es la cantidad de hielo; lógicamente, a más cantidad, más tiempo. Por esto es de regla general llenar todos los vasos de todos los cócteles fríos hasta arriba. En una coctelera se ponen trozos de hielo de gran tamaño; resisten mejor los golpes del shake.

### Hielo picado ofrappé

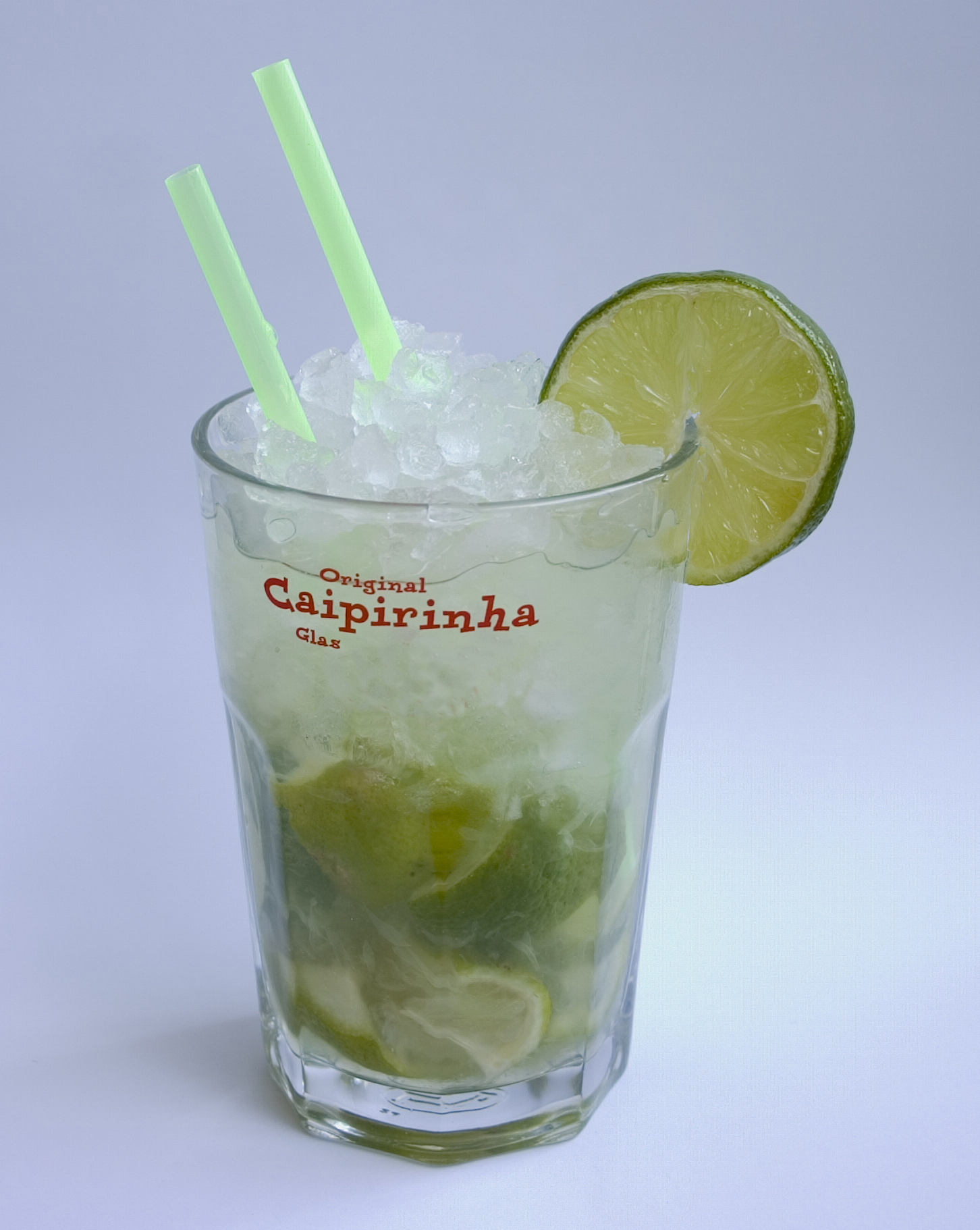
Una Caipiriña con hielo picado.

El hielo picado, a punto de nieve o hielo frappé se realiza con una picadora, un tipo de electrodoméstico profesional. Por su tamaño pequeño, se derrite muy rápido, pero es muy útil para enfriar la vajilla. 
Se recomienda este tipo de hielo para cócteles dulces y tropicales como el mojito o el daiquirí. También para combinados cortos. Asimismo, es el hielo más indicado para elaborar cócteles tipo frozen.

### Hielofizz
Este tipo de hielo tiene el tamaño de un guisante o canica y forma redondeada aunque no totalmente esférica. Se derrite increíblemente rápido en climas calurosos, por lo que no se recomienda para servir cócteles.
Es incluso más pequeño que el hielo picado y su principal uso es enfriar la vajilla, (ya que enfría muy rápido) bien sea el vaso donde se va a servir el cóctel, o la coctelera donde se va a preparar. Se agrega una cantidad pequeña de este hielo al recipiente y se le da vueltas, asegurándose de que todas las paredes del vaso se enfrían. Luego, se deshecha el hielo y se aprovecha el vaso frío para montar el cóctel con su hielo definitivo.

### Hielo bola

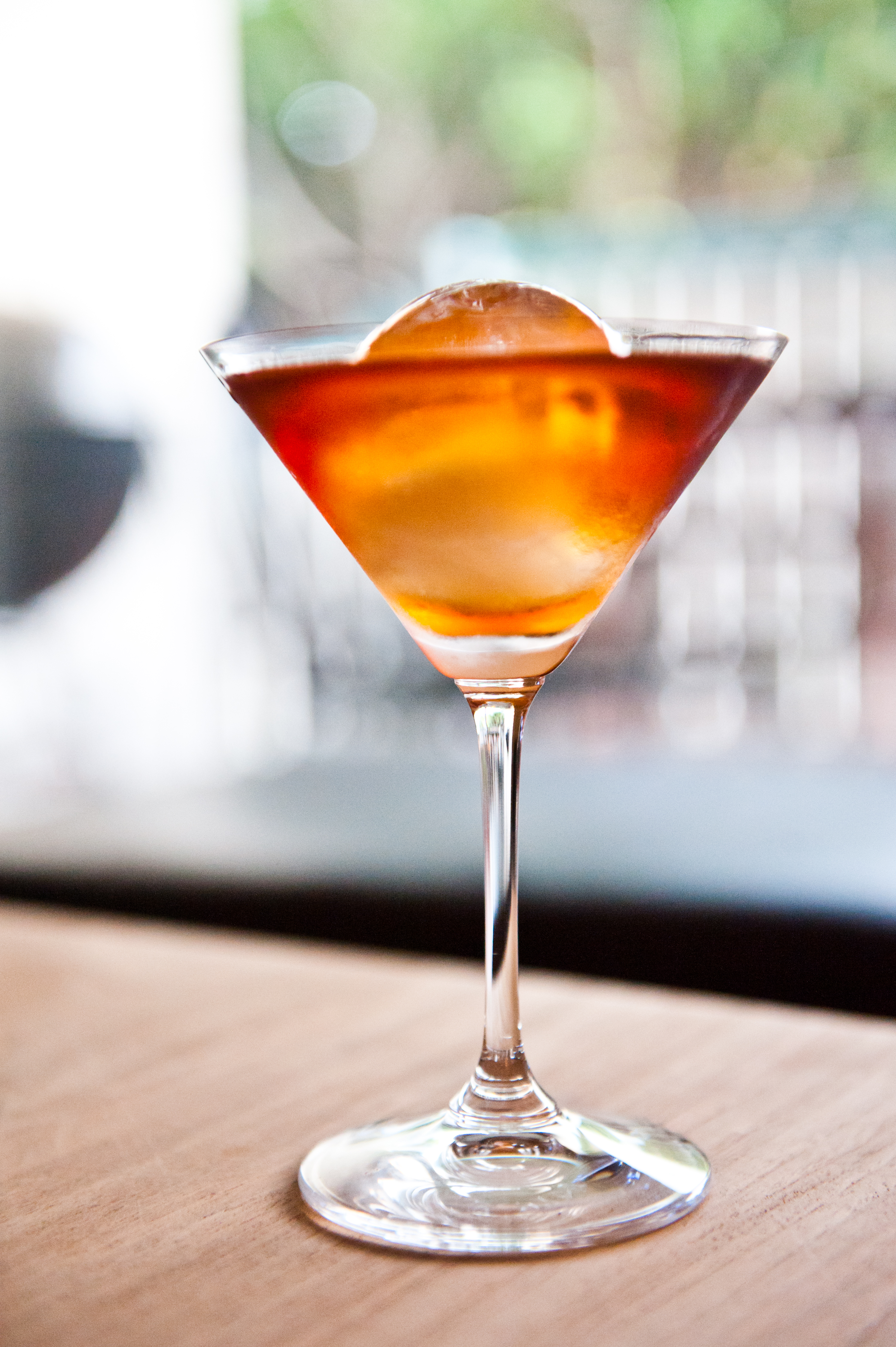
Un Manhattan con una bola de hielo.

El hielo bola (del inglés, iceball /ˈaɪsbɔːl/) se trata de una esfera de hielo, de uno 3-5 cm de radio. Su forma y tamaño lo hacen ideal para un derretimiento muy lento, aunque también lo hacen poco versátil. Son, de hecho, unas esferas bastante grandes, casi llenan el vaso; cada cóctel se usa una bola de hielo, máximo dos. 
Es una forma de hielo relativamente moderna, y solo se encuentra en los lugares más profesionalizados en mixología. Existen moldes para hacer hielo esférico aunque una forma manual tradicional es «a la japonesa» o estilo japonés, puesto que los bármanes en Japón tallan la bola a partir de un bloque grande de hielo.

### Hielo cobbler
El hielo cobbler (/ˈkɒblər/) es una variante del hielo picado o frappé, aunque más consistente que este y mantiene la temperatura fría por más tiempo. Es poco común pero se usa en la alta coctelería por su efecto estético; se usa sobre todo para cócteles que usen ingredientes de colores llamativos, como lima, kiwi, frutas del bosque como la grosella... Por su forma refleja vibrantentemente los colores y luces. Un ejemplo de cóctel elaborado con cobbler es el Bramble.
El hielo cobbler no se puede ni se debe remover.

### Hielo en cubos
El hielo en cubos es la forma más convencional del hielo. El cubo de hielo, por su tamaño ni muy grande ni muy pequeño, es el más versátil y popular en todo el mundo. Es útil para casi cualquier tipo de cóctel: fizz, sour, tragos largos, tragos cortos, combinados...
Es el hielo preferido cuando se piden cócteles on the rocks / en las rocas, como el Whisky on the Rocks (básicamente whisky y cubos de hielo).

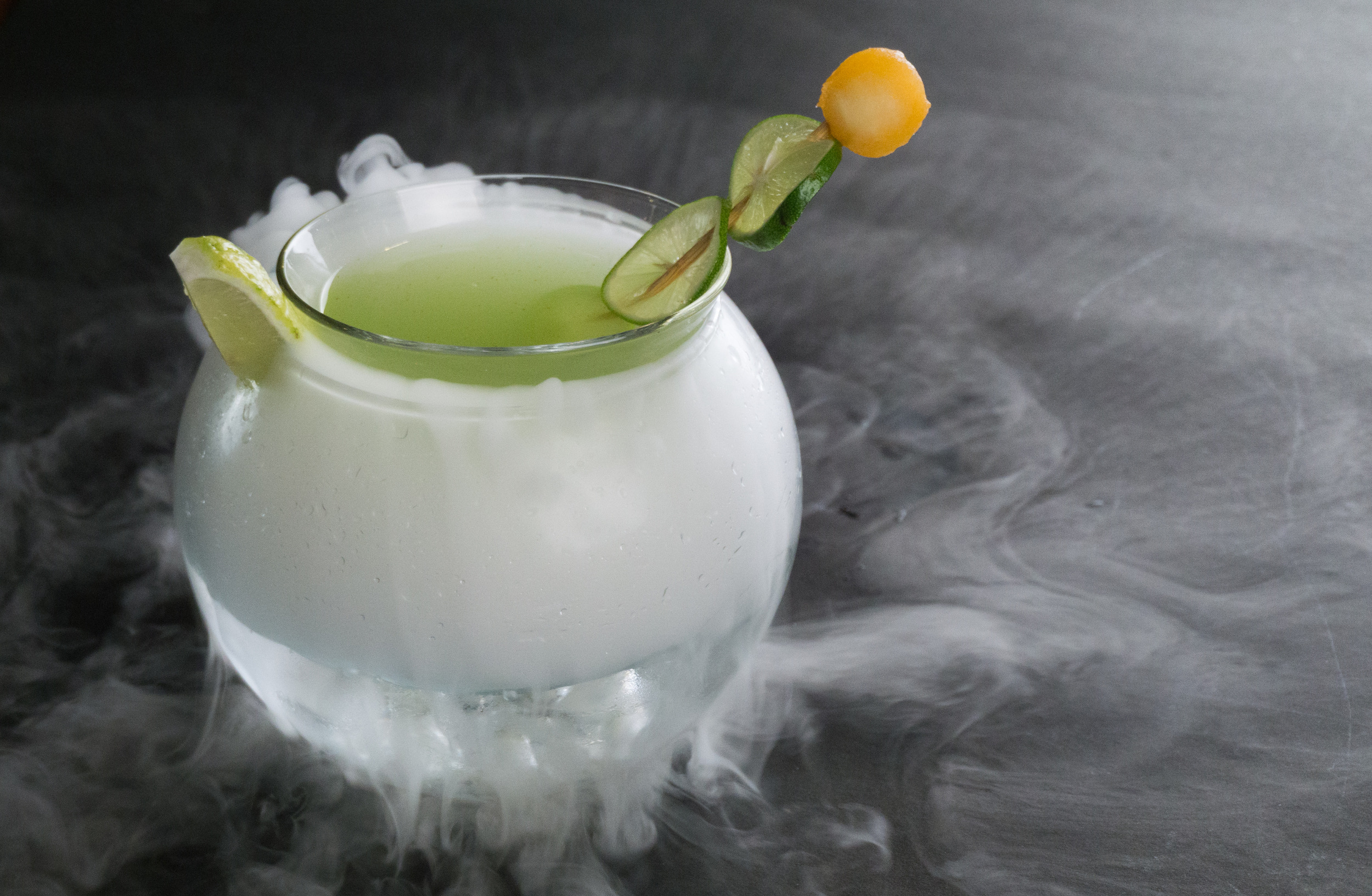
Un Cáliz de Fuego hecho con hielo seco.

### Hielo seco
El hielo seco es un tipo especial de hielo que no es de base agua, por lo que cuando se derrite no se convierte en agua, sino en gas. Se trata de dióxido de carbono (CO2) en estado sólido. Aunque de incorporación reciente, se trata de un hielo muy apreciado por su efecto estético «humeante», una especie de niebla (dry ice fog effect) que desprende por 2-4 minutos.
No obstante, se deben tener ciertas medidas de seguridad cuando se trabaja con este hielo ya que su temperatura es de -78° cuando se sirve. No se debe tocar, puesto que provoca quemaduras en la piel. Tampoco se debe ingerir, ni siquiera colocar en la boca.

## Medidas

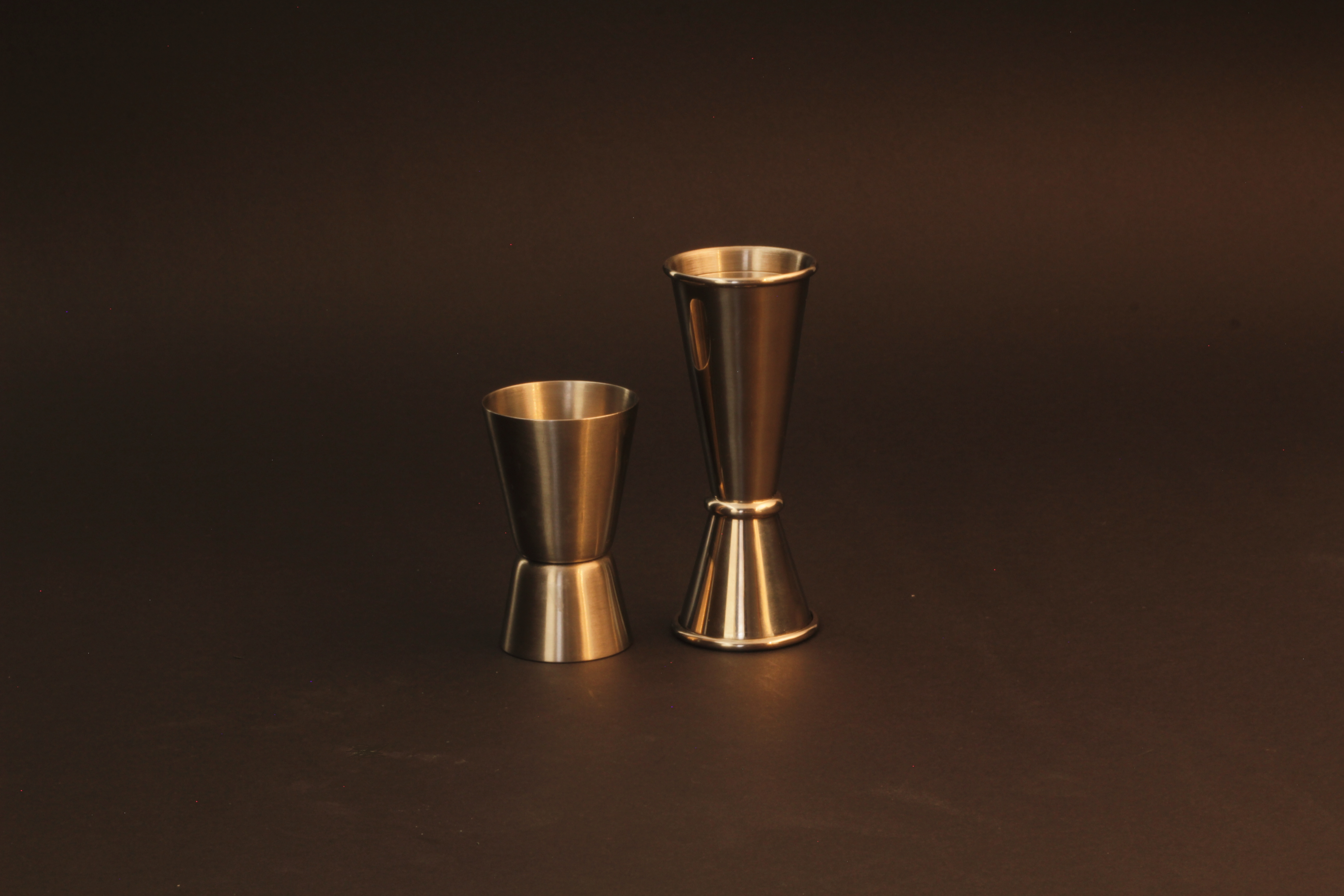
Jigger.

Aunque las medidas varían dependiendo de cada país, la onza líquida estadounidense (se abrevia US fl. Oz) es la estándar para coctelería. 
En el argot inglés americano, 1 pony equivale a 1 US fl. Oz, que equivale a 30 ml, mientras que el shot  equivale a 1.5 US fl. Oz o 44 ml tamaño estándar es un "jigger" de 1,5 onzas líquidas (44 ml), con un "doble" siendo tres onzas líquidas de EE. UU. (89 ml).

### Jigger
Para medir líquidos existe el jigger (/ˈʤɪgər/), un utensilio con forma de diábolo pequeño (dos conos pegados por la punta), que generalmente puede contener 2 onzas (u onza y media) por el anverso y ¾ de onza (o 1 onza) por el reverso.

### Pourer
Si no se dispone de jigger (o de tiempo) también se pueden usar los medidores llamados pourers (/ˈpɔrər/), que se colocan en la boca de la botella y se vierte la cantidad a ojímetro. Este es el método usado por los bármanes profesionales.
El pourer restringe el flujo de líquido a una tasa estándar que permite vertidos basados en el tiempo razonablemente precisos. Por ejemplo, contar hasta 6 es un análogo común para 1.5 US fl. Oz. Este método puede ser entrenado colocando la botella verticalmente del revés y contando en voz alta hasta seis, hasta que la medida se interiorice. Este método a su vez se descompone en las submedidas convenientes: un pony es contar hasta 4 (1 US fl. Oz) y un medio jigger es contar hasta 3 (¾ US fl. Oz). Este sistema no es perfecto porque los líquidos de diferentes viscosidades se verterán a diferentes velocidades a través de la misma boquilla, pero permite una verter una cantidad más o menos estimada en muy corto plazo, lo cual es útil para el barman que tiene que sacar muchas comandas en poco tiempo.

### Dash
Dash (/ˈdæʃ/, pl. dashes) es una medida imprecisa muy común en la coctelería anglosajona, así como en su gastronomía. Equivaldría en castellano a «una pizca», «un chorrito».